# Saidzhalol Saidov
Saidzhalol Saidov (19 de marzo de 1991) es un deportista tayiko que compite en judo. Ganó una medalla de bronce en el Campeonato Asiático de Judo de 2015 en la categoría de –100 kg.

## Palmarés internacional
| Campeonato Asiático | Campeonato Asiático | Campeonato Asiático | Campeonato Asiático |
| Año                 | Lugar               | Medalla             | Categoría           |
| ------------------- | ------------------- | ------------------- | ------------------- |
| 2015                | Kuwait (Kuwait)     | Medalla de bronce   | –100 kg             |